# Rineloricaria
Rineloricaria é um gênero de peixes sul-americanos de água doce.
O gênero é um dos mais ricos em espécies na família Loricariinae, com aproximadamente 60 espécies. Apesar do grande número de espécies e vasta distribuição, há uma deficiência de informação disponível em relação à descrição das espécies.

## Descrição
Os Rineloricaria são caracterizados por uma combinação de caracteres, como presença de uma pequena incisura pós-orbital, uma superfície do lábio inferior com papilas curtas em forma de botão, cada hemi-maxila carregando até 15 dentes inferiores curtos, dentes fortes e profundamente bifurcados. No corpo, apresentam faixas escuras na região dorsal, com a primeira na origem da nadadeira dorsal, nadadeira peitoral com um espinho e seis raios ramificados, uma placa pré-anal distintamente poligonal geralmente cercada por três a cinco outras placas.
Há um dimorfismo sexual em machos maduros, consistindo de numerosos odontódios desenvolvidos ao longo dos lados da cabeça, na espinha da nadadeira peitoral e na área pré-dorsal. Nos machos, a espinha da nadadeira peitoral costuma ser espessa, curta e curva quando comparada às fêmeas. Os machos de algumas espécies de Rineloricaria possuem odontodos bem desenvolvidos em toda a área pré-dorsal.

## Espécies
- Rineloricaria aequalicuspis R. E. dos Reis & A. R. Cardoso, 2001
- Rineloricaria altipinnis (Breder, 1925)
- Rineloricaria anhanguapitan Ghazzi, 2008
- Rineloricaria anitae Ghazzi, 2008
- Rineloricaria aurata (Knaack, 2003)
- Rineloricaria baliola M. S. Rodriguez & R. E. dos Reis, 2008
- Rineloricaria beni (N. E. Pearson, 1924)
- Rineloricaria cacerensis (A. Miranda-Ribeiro, 1912)
- Rineloricaria cadeae (R. F. Hensel, 1868)
- Rineloricaria capitonia Ghazzi, 2008
- Rineloricaria caracasensis (Bleeker, 1862)
- Rineloricaria castroi Isbrücker & Nijssen, 1984
- Rineloricaria catamarcensis (C. Berg (es), 1895)
- Rineloricaria cubataonis (Steindachner, 1907)
- Rineloricaria daraha Rapp Py-Daniel & Fichberg, 2008[4]
- Rineloricaria eigenmanni (Pellegrin, 1908)
- Rineloricaria fallax (Steindachner, 1915)
- Rineloricaria felipponei (Fowler, 1943)
- Rineloricaria formosa Isbrücker & Nijssen, 1979
- Rineloricaria hasemani Isbrücker & Nijssen, 1979
- Rineloricaria henselii (Steindachner, 1907)
- Rineloricaria heteroptera Isbrücker & Nijssen, 1976
- Rineloricaria hoehnei (A. Miranda-Ribeiro, 1912)
- Rineloricaria isaaci M. S. Rodriguez & Miquelarena, 2008[5]
- Rineloricaria jaraguensis (Steindachner, 1909)
- Rineloricaria jubata (Boulenger, 1902)
- Rineloricaria jurupari (Londoño & Urbano, 2018)
- Rineloricaria konopickyi (Steindachner, 1879)
- Rineloricaria kronei (A. Miranda-Ribeiro, 1911)
- Rineloricaria lanceolata (Günther, 1868) (Chocolate-colored catfish)
- Rineloricaria langei Ingenito, Ghazzi, Duboc & Abilhoa, 2008[6]
- Rineloricaria latirostris (Boulenger, 1900)
- Rineloricaria lima (Kner, 1853)
- Rineloricaria longicauda R. E. dos Reis, 1983
- Rineloricaria maacki Ingenito, Ghazzi, Duboc & Abilhoa, 2008[6]
- Rineloricaria magdalenae (Steindachner, 1879)
- Rineloricaria malabarbai M. S. Rodriguez & R. E. dos Reis, 2008
- Rineloricaria maquinensis R. E. dos Reis & A. R. Cardoso, 2001
- Rineloricaria melini (O. Schindler, 1959)
- Rineloricaria microlepidogaster (Regan, 1904)
- Rineloricaria microlepidota (Steindachner, 1907)
- Rineloricaria misionera M. S. Rodriguez & Miquelarena, 2005
- Rineloricaria morrowi Fowler, 1940
- Rineloricaria nigricauda (Regan, 1904)
- Rineloricaria osvaldoi Fichberg & Chamon, 2008[7]
- Rineloricaria pareiacantha (Fowler, 1943)
- Rineloricaria parva (Boulenger, 1895)
- Rineloricaria pentamaculata Langeani & R. B. de Araujo, 1994
- Rineloricaria phoxocephala (C. H. Eigenmann & R. S. Eigenmann, 1889)
- Rineloricaria platyura (J. P. Müller & Troschel, 1849)
- Rineloricaria quadrensis R. E. dos Reis, 1983
- Rineloricaria reisi Ghazzi, 2008
- Rineloricaria sanga Ghazzi, 2008
- Rineloricaria setepovos Ghazzi, 2008
- Rineloricaria sneiderni (Fowler, 1944)
- Rineloricaria steindachneri (Regan, 1904)
- Rineloricaria stellata Ghazzi, 2008
- Rineloricaria stewarti (C. H. Eigenmann, 1909)
- Rineloricaria strigilata (R. F. Hensel, 1868)
- Rineloricaria teffeana (Steindachner, 1879)
- Rineloricaria thrissoceps (Fowler, 1943)
- Rineloricaria tropeira Ghazzi, 2008
- Rineloricaria wolfei Fowler, 1940
- Rineloricaria zaina Ghazzi, 2008